# CONMEBOL Beach Soccer Championship
Il campionato sudamericano di beach soccer è la principale competizione internazionale di beach soccer in Sud America. Ha l'obiettivo di incoronare la migliore nazione del continente e di qualificare le migliori 3 squadre al campionato mondiale di beach soccer. Questa competizione è stata istituita nel 2006 dopo che la FIFA aveva imposto a tutte le federazioni continentali di organizzare un torneo di qualificazione per il campionato mondiale.
La nazionale più titolata è quella del Brasile che ha vinto per 7 volte la competizione.

## Albo d’oro
| 2005          | Torneo di qualificazione svolto insieme alla CONCACAF (dettagli) | Torneo di qualificazione svolto insieme alla CONCACAF (dettagli) | Torneo di qualificazione svolto insieme alla CONCACAF (dettagli) | Torneo di qualificazione svolto insieme alla CONCACAF (dettagli) | Torneo di qualificazione svolto insieme alla CONCACAF (dettagli) | Torneo di qualificazione svolto insieme alla CONCACAF (dettagli) | Torneo di qualificazione svolto insieme alla CONCACAF (dettagli) | Torneo di qualificazione svolto insieme alla CONCACAF (dettagli) | Torneo di qualificazione svolto insieme alla CONCACAF (dettagli) | Torneo di qualificazione svolto insieme alla CONCACAF (dettagli) |
| 2006 Dettagli | Brasile                                                          | Brasile                                                          | 9 – 2                                                            | Uruguay                                                          | Argentina                                                        | 2 – 0                                                            | Venezuela                                                        |                                                                  |                                                                  |                                                                  |
| 2007          | Torneo di qualificazione svolto insieme alla CONCACAF (dettagli) | Torneo di qualificazione svolto insieme alla CONCACAF (dettagli) | Torneo di qualificazione svolto insieme alla CONCACAF (dettagli) | Torneo di qualificazione svolto insieme alla CONCACAF (dettagli) | Torneo di qualificazione svolto insieme alla CONCACAF (dettagli) | Torneo di qualificazione svolto insieme alla CONCACAF (dettagli) | Torneo di qualificazione svolto insieme alla CONCACAF (dettagli) | Torneo di qualificazione svolto insieme alla CONCACAF (dettagli) | Torneo di qualificazione svolto insieme alla CONCACAF (dettagli) | Torneo di qualificazione svolto insieme alla CONCACAF (dettagli) |
| 2008 Dettagli | Argentina                                                        | Brasile                                                          | 6 – 1                                                            | Argentina                                                        | Uruguay                                                          | 5 – 1                                                            | Venezuela                                                        |                                                                  |                                                                  |                                                                  |
| 2009 Dettagli | Uruguay                                                          | Brasile                                                          | 10 – 1                                                           | Uruguay                                                          | Argentina                                                        | 9 – 8                                                            | Ecuador                                                          |                                                                  |                                                                  |                                                                  |
| 2011 Dettagli | Brasile                                                          | Brasile                                                          | 6 – 2                                                            | Argentina                                                        | Venezuela                                                        | 5 – 2                                                            | Colombia                                                         |                                                                  |                                                                  |                                                                  |
| 2013 Dettagli | Argentina                                                        | Argentina                                                        | 6 – 2                                                            | Paraguay                                                         | Brasile                                                          | 11 – 5                                                           | Ecuador                                                          |                                                                  |                                                                  |                                                                  |
| 2015 Dettagli | Ecuador                                                          | Brasile                                                          | 8 – 3                                                            | Paraguay                                                         | Argentina                                                        | 4 – 4 dts (1 – 0 dcr)                                            | Ecuador                                                          |                                                                  |                                                                  |                                                                  |
| 2017 Dettagli | Paraguay                                                         | Brasile                                                          | 7 – 5                                                            | Paraguay                                                         | Ecuador                                                          | 4 – 4 dts (1 – 0 dcr)                                            | Argentina                                                        |                                                                  |                                                                  |                                                                  |
| 2019 Dettagli | Paraguay                                                         | Brasile                                                          | 10 – 1                                                           | Uruguay                                                          | Paraguay                                                         | 6 – 5                                                            | Argentina                                                        |                                                                  |                                                                  |                                                                  |
| 2021 Dettagli | non conosciuta (bandiera)                                        |                                                                  | –                                                                |                                                                  |                                                                  | –                                                                |                                                                  |                                                                  |                                                                  |                                                                  |

## Medagliere
| Posiz. | Nazione   | Oro | Argento | Bronzo | Totale |
| ------ | --------- | --- | ------- | ------ | ------ |
| 1      | Brasile   | 7   | 0       | 1      | 8      |
| 2      | Argentina | 1   | 2       | 3      | 6      |
| 3      | Paraguay  | 0   | 3       | 1      | 4      |
| 3      | Uruguay   | 0   | 3       | 1      | 4      |
| 5      | Ecuador   | 0   | 0       | 1      | 1      |
| 5      | Venezuela | 0   | 0       | 1      | 1      |